# Mariglianella
Mariglianella es un municipio italiano localizado en la ciudad metropolitana de Nápoles, región de Campania. Cuenta con 7468 habitantes en 3,26 km².
El municipio de Mariglianella contiene la frazione (subdivisión) de Masseria Castellana. Limita con Brusciano y Marigliano.

## Evolución demográfica
| Gráfica de evolución demográfica de Mariglianella entre 1861 y 2011 |
|                                                                     |
| Fuente ISTAT - elaboración gráfica de Wikipedia                     |